# Box Office (Fernsehsendung)
Box Office war ein wöchentliches Filmmagazin vom Schweizer Radio und Fernsehen, das jeweils am Mittwoch um 23:30 auf SRF 1 zu sehen war. Samstags wird die Sendung gegen 19.30 Uhr auf 3sat wiederholt. Box Office wurde am 29. April 2009 zum ersten Mal ausgestrahlt und hat somit das alte Filmmagazin „kino aktuell“ abgelöst. Die letzte Ausstrahlung fand am 30. Juni 2013, um 21.40 Uhr statt.

## Konzept
Box Office erfüllte primär den Zweck, über das aktuelle Filmgeschehen zu berichten. In Form von etwa dreiminütigen Beiträgen wurde über neue Kinofilme informiert. Mit dem „Film der Woche“ legte Box Office einem ausserdem in jeder Sendung einen Film ganz besonders ans Herz. In vielen Folgen wurde zusätzlich ein „DVD der Woche“ vorgestellt, wobei es sich hauptsächlich um nicht neu erschienene Filme handelte. Selten fanden auch Videospiele Platz in der Sendung, sofern diese einen Bezug zur Filmwelt hatten.
Während grossen Filmfestivals wurde anstelle des normalen Sendeformats eine Spezialversion „Box Office Extra“ ausgestrahlt, wo Monika Schärer direkt vom Ort des Festivals aus berichtet.
Vom 18. Juli bis 19. August 2009 zeigte „Box Office Extra“ ausserdem jede Woche ein ausführliches Interview mit einem bekannten Regisseur von Hollywood. Die Interviewgäste waren:
- George Lucas
- Francis Ford Coppola
- Barry Levinson
- Adrian Lyne
- Chris Columbus
- Jan de Bont
- William Friedkin

## Kritik
Die Absetzung von "kino aktuell" und Ersetzung durch Box Office wurde von vielen Zuschauern negativ aufgenommen. Gründe waren etwa die fehlende Punktewertung der einzelnen Filme oder die Tatsache, dass Box Office, im Gegensatz zu "kino aktuell", moderiert wird. Besonders zu reden gaben aber die sogenannten "Sidekicks" der Moderatorin. Es handelt sich dabei um kurze, persönliche Kommentare, die Monika Schärer zwischendurch auf Mundart einfliessen lässt.
Am 7. Oktober 2009 war in den Schweizer Programmzeitschriften TELE und TV Star zu lesen, dass Monika Schärer ihre schweizerdeutschen Kommentare ab sofort weglassen würde, was sich in der nächsten Sendung aber als Fehlinformation herausstellte.